# بوریس گویمان
بوریس گویمان (روسی: Борис Абрамович Гойхман؛ ۲۸ آوریل ۱۹۱۹ – ۲۸ اکتبر ۲۰۰۵) بازیکن واترپلو اهل اتحاد جماهیر شوروی سوسیالیستی بود.